# Prințesa Juliane de Saxa-Coburg-Saalfeld
Prințesa Juliane Henriette Ulrike de Saxa-Coburg-Saalfeld (n. 23 septembrie 1781 - d. 15 august 1860), cunoscută ca Marea Ducesă Anna Feodorovna a Rusiei, a fost prințesă germană a Casei de Saxa-Coburg-Saalfeld (după 1826, Casa de Saxa-Coburg-Gotha) care a devenit soția Marelui Duce Constantin Pavlovici al Rusiei.

## Familie
A fost a treia fiică a lui Francisc, Duce de Saxa-Coburg-Saalfeld și a Contesei Augusta de Reuss-Ebersdorf. A fost sora mai mare a regelui Leopold I al Belgiei și mătușa reginei Victoria, a Prințului Albert și a regelui Ferdinand al II-lea al Portugaliei.

## Mare Ducesă a Rusiei

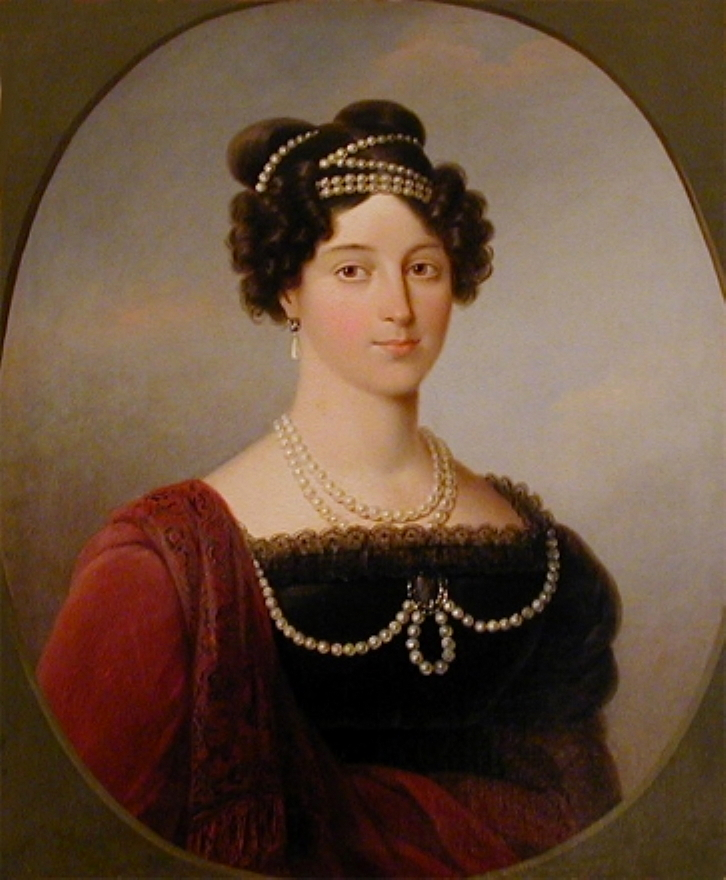
Anna Feodorovna

Juliane, împreună cu cele două surori mai mari, Sophie și Antoinette, a călătorit la Sankt Petersburg, la cererea de împărătesei Ecaterina a II-a a Rusiei, care voia o mireasă pentru cel de-al doilea nepot, Marele Duce Constantin. Tânărul Mare Duce a ales-o pe Juliane. Această căsătorie și nunta fratelui ei Leopold cu Prințesa Charlotte Augusta de Wales au făcut din micul ducat de Saxa-Coburg inima dinastică a Europei. În plus, datorită relațiilor cu Imperiul Rus, Saxa-Coburg a fost relativ salvat în timpul războaielor napoleoniene.
Juliane, care nu avea încă 15 ani a luat numele de Ana Feodorovna după ce a trecut la ortodoxism și s-a căsătorit cu Constantin, care avea 17 ani, la St.Petersburg la 26 februarie 1796. Împărăteasa a murit nouă luni mai târziu la 6 noiembrie. Mariajul a fost unul profund nefericit. Constantin, cunoscut a fi un băiat violent, a făcut-o pe tânăra sa soție nefericită. După trei ani, în 1799, Ana și-a părăsit soțul și s-a întors la Coburg.
Totuși, la scurtă vreme s-a reîntors în Rusia pentru o încercare nereușită de împăcare. În 1801 Ana, care se implicase în câteva intrigi frivole, a fost trimisă permanent la Coburg.

## Viața după separare

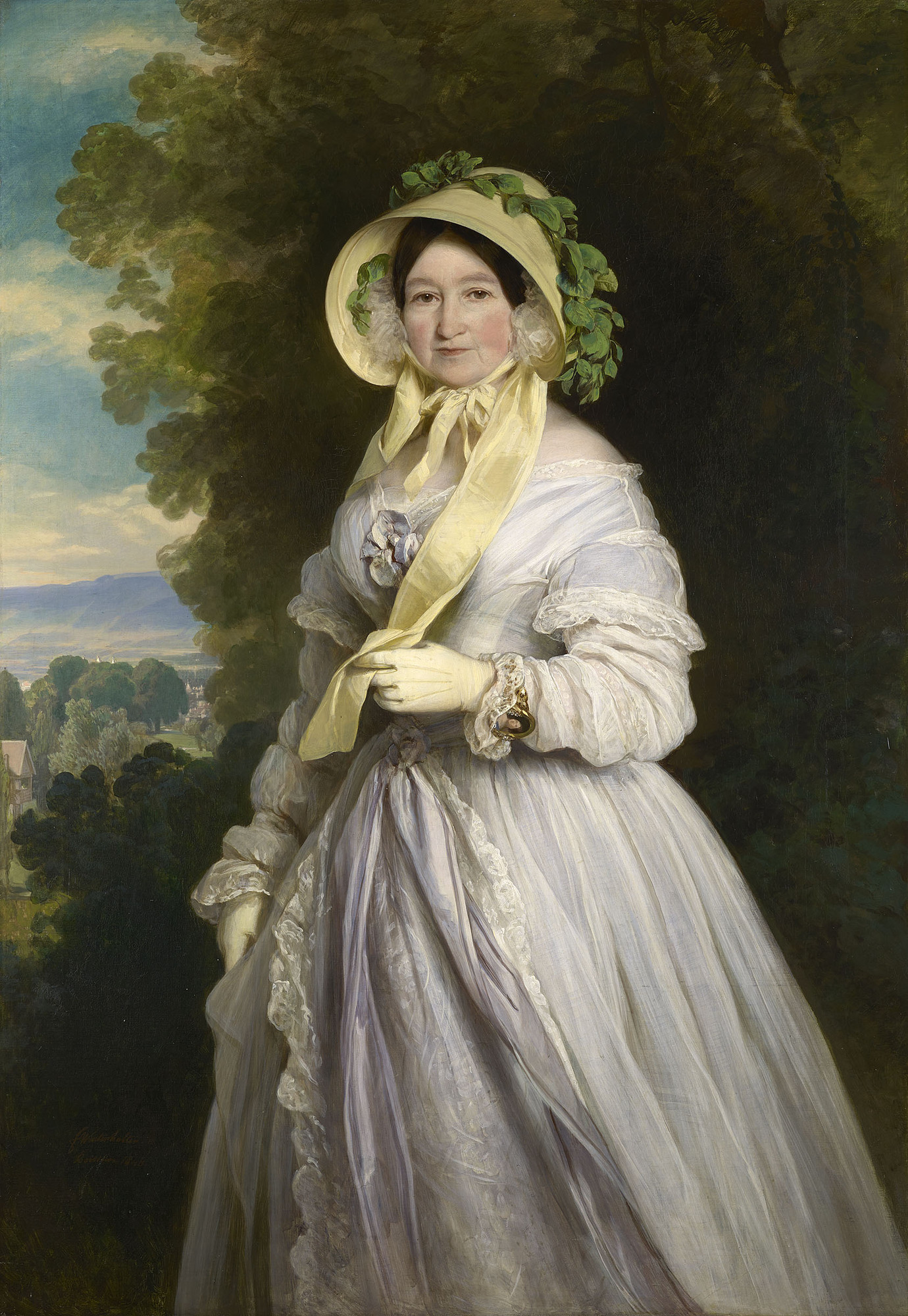
Portret al Anei Feodorovna de Franz Xaver Winterhalter, 1848

La 28 octombrie 1808 Ana a născut un fiu nelegitim numit Eduard Edgar Schmidt-Löwe. Tatăl copilului a fost Jules Gabriel Emile de Seigneux, un nobil minor francez. Eduard a fost înnobilat de fratele mai mic al mamei sale, Ernst I, Duce de Saxa-Coburg și Gotha, și a primit numele de von Löwenfels printr-un decret la 10 ianuarie 1818.
Mai târziu, Ana s-a mutat la Berna, Elveția și a născut al doilea copil nelegitim, Louise Hilda Agnes d'Aubert. Tatăl a fost Rodolphe Abraham de Schiferli, un chirurg, profesor universitar elvețian. Pentru a evita scandalul, copilul a fost adoptat de Jean François Joseph d'Aubert, un refugiat francez.
Doi ani mai târziu, în 1814, Constantin, acompaniat de fratele ei Leopold, a încercat s-o determine pe Ana să se întoarcă la el însă nu a reușit. În acel an, Ana a achiziționat o proprietate pe malul râului Aare și a denumit-o Elfenau. Și-a petrecut restul vieții aici și, ca iubitoare de muzică, a făcut din casa ei centrul societății muzicale din zonă.
În cele din urmă, la 20 martie 1820, după 19 ani de separare, căsătoria ei cu Marele Duce Constantin a fost oficial anulată. Două luni mai târziu el s-a recăsătorit și a murit la 27 iunie 1831. Ana i-a supraviețuit fostului ei soț 29 de ani.
Fiul ei Eduard s-a căsătorit cu verișoara sa Bertha von Schauenstein, fiica nelegitimă a Ducelui Ernst I. Fiica ei Louise s-a căsătorit cu Jean Samuel Edouard Dapples în 1834 însă a murit trei ani mai târziu în 1837 la vârsta de 25 de ani.